# جیمز ای دونان

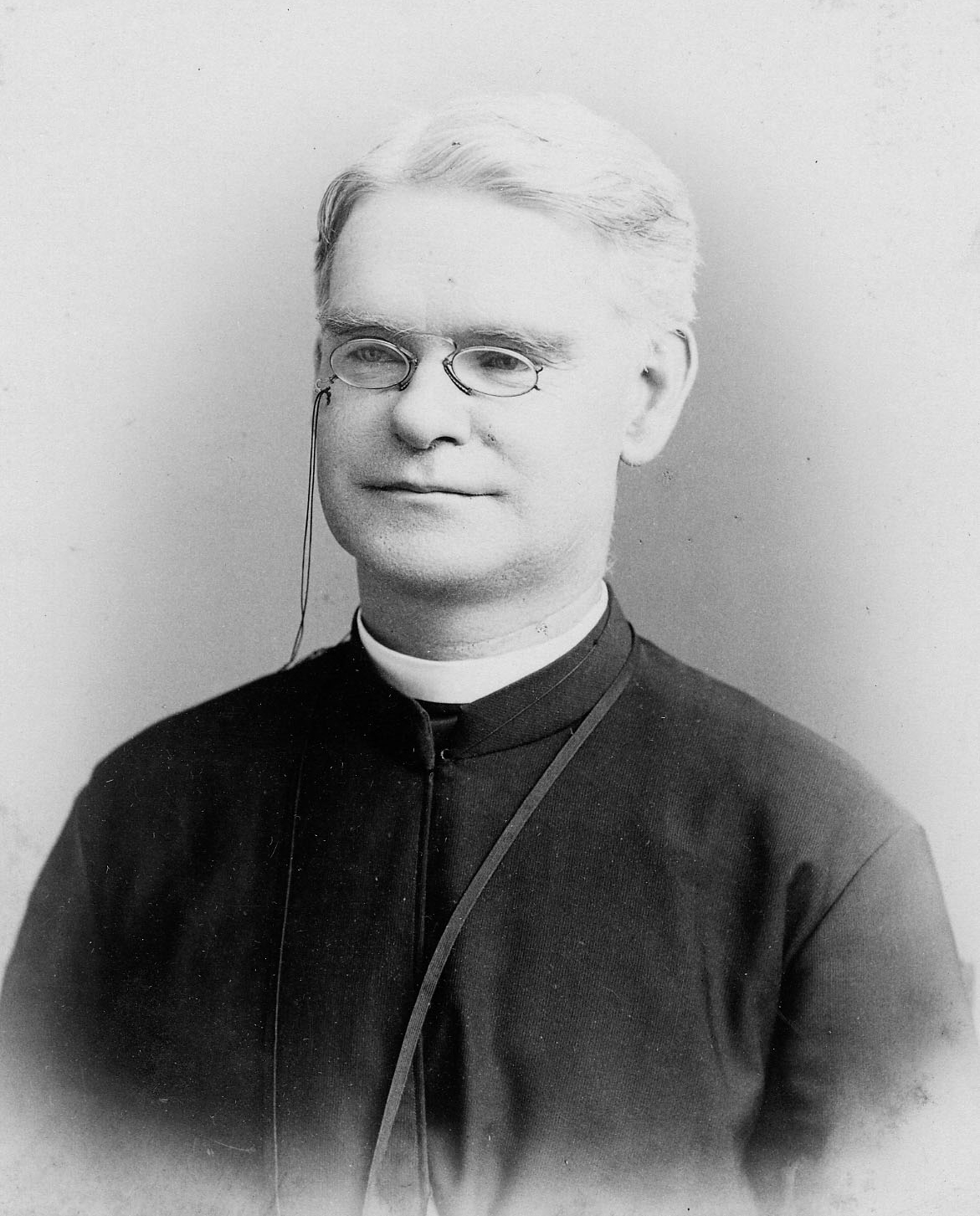

جیمز ای دونان (به انگلیسی: James A. Doonan) زاده ۸ نوامبر ۱۸۴۱ – درگذشته ۱۲ آوریل ۱۹۱۱) کشیش کاتولیک آمریکایی و یسوعی بود که از سال ۱۸۸۲ تا ۱۸۸۸ به عنوان رئیس دانشگاه جورج تاون فعالیت داشت. ریاست او از نظر مالی با موفقیت همراه بود زیرا بدهی سنگین دانشگاه را که در طول ساخت تالار هیلی جمع شده بود کاهش داد. پیش از مدیریت خود در جورج تاون ، دونان در آنجا و در کالج وودستاک دانشجو بود. سپس در کالج لویولا در مریلند و کالج بوستون مشغول تدریس شد. او سال‌های پایانی خود را به معلمی و خدمت در کالج بوستون و کالج سنت جوزف در فیلادلفیا ، و همچنین در کالج سنت فرانسیس خاویر در نیویورک و مدرسه تابستانی کاتولیک آمریکا گذراند. دونان در سال ۱۸۷۴ به عنوان استاد شعر در جورج تاون منصوب شد. در سپتامبر ۱۸۷۵، او پیش از بازگشت به جورج تاون در سال ۱۸۷۷ به عنوان استاد بلاغت به فردریک رفت. وی همچنین به عنوان معاون رئیس دانشگاه و بخش‌دار مطالعات فعال بود. در دوران ریاست دونان، ساختمان جدیدی برای دانشکده پزشکی ساخته شد که توسط پل جی پلز طراحی گردید و در تابستان ۱۸۸۶ در گوشه ای از خیابان‌های ۱۰ و E بنا شد. در سال بعد، دانشگاه کاتولیک آمریکا در واشینگتن تأسیس شد که منجر به تنش قابل توجهی بین مؤسسین آن و یسوعیان در جورج تاون گردید. اسقف جان جی. کین، اولین رئیس دانشگاه کاتولیک تلاش کرد تا با پیشنهاد ناموفق برای خرید دانشگاه جورج تاون، این اختلاف را حل و فصل کندف او این پیشنهاد را برای دونان مطرح کرد. جیمز دونان یک سال در کالج سنت فرانسیس خاویر نیویورک و سپس یک سال در دیترویت میشیگان به تدریس فلسفه پرداخت. در سال ۱۸۹۱، او به کالج بوستون رفت و پس از آن مدتی در کالج سنت جوزف در فیلادلفیا نقل مکان کرد و تا سال ۱۸۹۶ در آنجا ماند. حداقل برای بخشی از زمان خود در سنت جوزف، او به عنوان کشیش دانشگاه خدمت می‌کرد. او همچنین چندین بار در مدرسه تابستانی کاتولیک آمریکا در موضوعاتی مانند روانشناسی و آموزش سخنرانی کرد. در این زمان مسئولیت فعال دونان به دلیل ضعف بینایی وی به پایان رسید.